# خوالیمیه
خوالیمیه (به لهستانی:  Chwalimie) یک روستا در لهستان است که در گمینا اوکونک واقع شده‌است. خوالیمیه ۱۲۰ نفر جمعیت دارد.